# Anton Martin Schweigaard

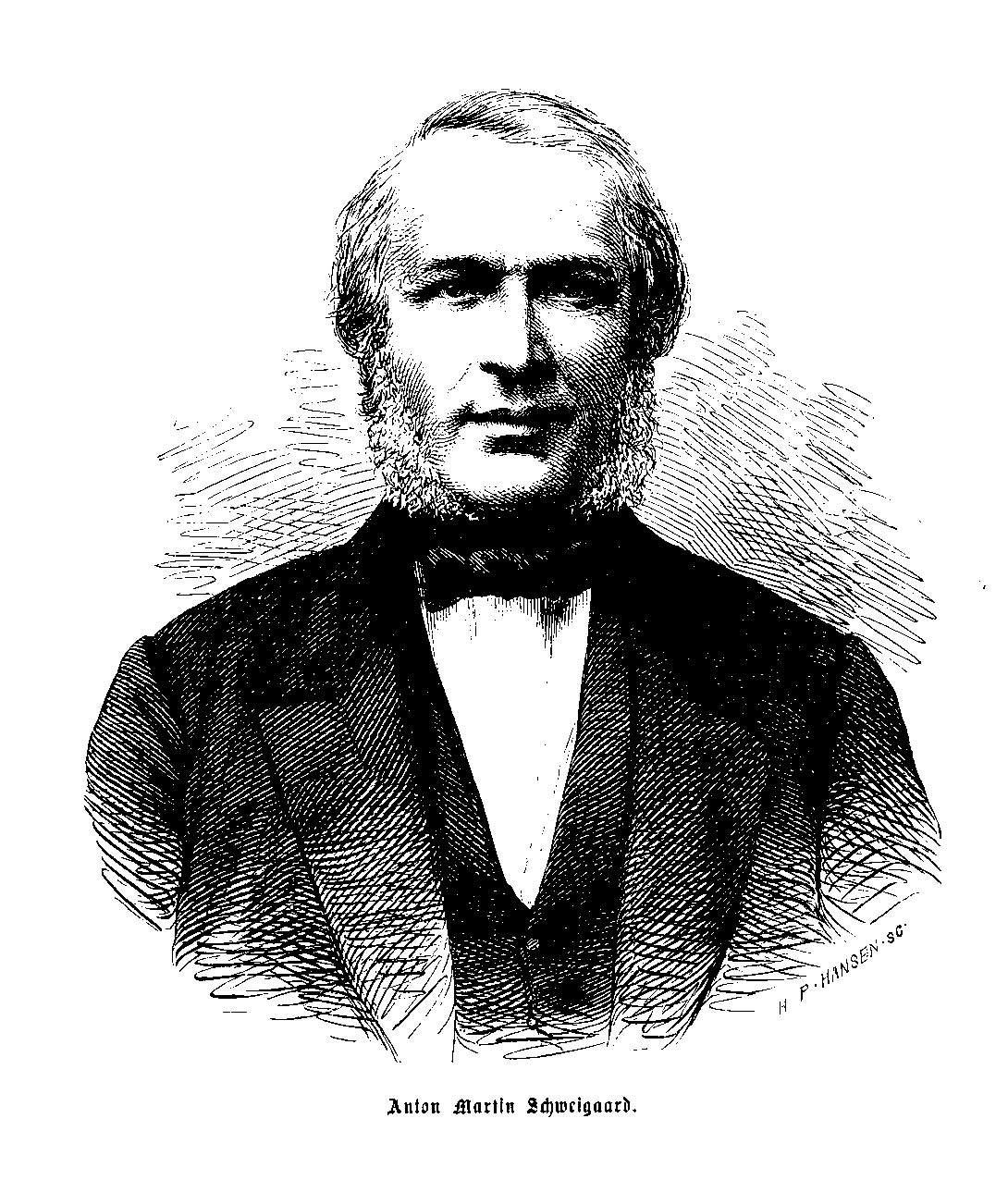
Anton Martin Schweigaard.

Anton Martin Schweigaard (Kragerø, 11 de abril de 1808 — Cristianía, 1 de febrero de 1870) fue un importante jurista y político noruego que influyó en el desarrollo del capitalismo en su país a mediados del siglo XIX.

## Biografía
Sus dos padres fallecieron en 1818, cuando Anton Martin tenía 10 años de edad. Estuvo al cuidado de unos parientes y separado de sus hermanas, y tuvo que abandonar la escuela para trabajar en un almacén y posteriormente en un barco. Dejó de trabajar cuando su familia decidió que debía educarse en el comercio y lo enviaron a casa de un pastor en Hanóver para que aprendiera alemán, que en ese tiempo era un idioma fundamental en el comercio internacional. El pastor alemán era bastante exigente, y enseñó al joven Schweigaard, además de alemán, también francés y latín. A petición del sacerdote, la familia del joven lo envió a una escuela latina en Skien. En su educación en esa ciudad fue uno de los mejores alumnos.
En 1832 terminó sus estudios jurídicos. Fue becado para estudiar en el extranjero, y estuvo en Alemania y Francia por dos años. Cuando regresó a Noruega, recibió el cargo de lector en la Universidad de Cristianía. Escribió una serie de artículos sobre economía social y derecho, donde cuestionaba el orden establecido en la economía y la política.
Fue elegido miembro del Storting en 1842, en donde permaneció hasta 1869. Nunca fue primer ministro ni miembro del consejo de estado, pero por medio de sus posiciones centristas y pragmáticas tuvo gran influencia en los asuntos del Estado y llegó a tener un papel fundamental en la formación de la Noruega moderna a mediados del siglo XIX.
Su hijo Christian Homann Schweigaard fue primer ministro de Noruega en 1884.

## Obra
Schweigaard fue profesor de derecho y economía en la Universidad de Cristianía. Era defensor del liberalismo económico y sus escritos influyeron de manera importante en la dirección de la economía noruega hacia el capitalismo.
Se oponía radicalmente a la jurisprudencia alemana y a la filosofía legal que había dominado en Europa durante la Ilustración, incluyendo la ley natural, y creía que las fuertes dicotomías del conceptualismo eran engañosas.
Entre sus escritos se encuentran Reflecciones sobre el estado actual de la jurisprudencia en Alemania, publicado en el Juridisk Tidsskrift (Periódico Jurídico) en 1834, De la filosofía alemana, publicado en el periódico francés La France Littéraire (La Francia Literaria) en 1835, y su libro El proceso noruego, de 1862.